# Durchbruchswagen
A Durchbruchswagen egy kísérleti nehéz harckocsitípus, melyet a náci Németország fejlesztett ki.

## Történet
Nem sokkal a második világháború kitörése előtt kezdték fejleszteni 1938-ban. A Panzer VI (Tiger) egyik koncepciója. A Henschel und Sohn cég fejlesztette. 1939-ben a projektet törölték, mivel a VK. 30.01 fejlesztését részesítették előnyben. Két típusváltozatát, a Durchbruchswagen 1 és a Durchbruchswagen 2 prototípusait tovább tesztelték, és az adatokat felhasználták a VK. 30.01 fejlesztésénél.

## Típusai
- Durchbruchswagen 1: A Panzerkampfwagen III egy módosított tornyát kapta.
- Durchbruchswagen 2: Kisebb-nagyobb módosításokat végeztek rajta.